# Koščičast plod
Koščičast plod (lat. drupa) je zaprti sočni plod, ki vsebuje seme, obdano z mesnatim, navadno užitnim mesom. Eksokarp je v obliki kožice, v notranjosti je sočen mezokarp in v sredini je koščičast olesenel endokarp.
Koščičasti plodovi, ki nastanejo iz enega zraslega plodnega lista in so značilni za koščičastoplodne rožnice (Prunoideae):
- domača češplja (Prunus domestica) - imenovana tudi sliva
- češnja (Prunus avium)
- višnja (Prunus cerasus)
- marelica (Prunus armeniaca)
- mandljevec (Prunus dulcis) s kožastim mezokarpom

Koščičasti plodovi, ki nastanejo iz dveh ali več zraslih plodnih listov:
- oljka (Olea)
- navadni oreh (Juglans regia)
- kokosova palma (Cocos nucifera), katere koščičasti plod nastane iz treh zraslih plodnih listov

Koščičasti plodovi, ki vsebujejo več koščic – dela jih bezeg (Sambucus), katerega plodovi se imenujejo koščičaste jagode.
Posebna oblika koščičastega plodu je pečkat plod (jabolko, hruška).

## Galerija
- Breskev s koščico
- Plod oreha je koščičast plod
- Plodovi kavovca (Coffea arabica)
- Birni plod, kjer posamezni pestiči omesenijo in se razvijejo v koščičaste plodove, pri robidi in malinjaku (Rubus)